# Мілош Копецький
Мілош Копецький (чеськ. Miloš Kopecký) — чеський актор.

## Жіттєпис
Народився в сім'ї празького хутровика і єврейки, яка загинула в концтаборі. В самому кінці Другої світової війни сам Мілош 7 місяців перебував у німецькому концтаборі. Після закінчення війни М. Копецький закінчив акторську академію. У театрі він виконував кращі драматичні й комічні ролі, в кіно довгий час брав участь в якості актора другого плану і забавного коміка — конферансьє.

## Вибрана фільмографія
- Пекар імператора — Імператор пекаря (1951)
- Лимонадний Джо (1964)
- Таємниця карпатського замку (1981)